# Талап (Жезказганська міська адміністрація)
Тала́п (каз. Талап) — село у складі Жезказганської міської адміністрації Улитауської області Казахстану. Адміністративний центр та єдиний населений пункт Талапського сільського округу.
Населення — 726 осіб (2021; 797 у 2009, 924 у 1999, 1846 у 1989).
Національний склад станом на 1989 рік:
- казахи — 67 %.